# Caity Lotz
Caitlin Marie Lotz (San Diego, 30 december 1986), beter bekend als Caity Lotz, is een Amerikaans actrice, danseres en model.
Lotz begon haar carrière in de amusementsindustrie als danseres. Ze is als zodanig te zien in videoclips van onder anderen Lady Gaga ("Paparazzi"), David Guetta ("One Love"), Selena Gomez ("Tell Me Something I Don't Know"), Faith Evans ("Mesmerized"), JoJo ("Baby It's You") en Cascada (Evacuate the Dancefloor).
Als actrice is ze onder andere bekend als Sara Lance in de televisieserie Arrow en de latere spin-off Legends of Tomorrow. In 2013 werd ze genomineerd voor de British Independent Film Award voor meest veelbelovende nieuwkomer voor haar hoofdrol in de sciencefictionfilm The Machine.

## Filmografie
- Biblioteca Nacional de España: XX5335144
- Bibliothèque nationale de France: cb17030995r (data)
- Gemeinsame Normdatei: 1054269742
- International Standard Name Identifier: 0000 0003 6657 3234
- Library of Congress Control Number: no2012011600
- Système universitaire de documentation: 193285304
- Virtual International Authority File: 230060745
- WorldCat: E39PBJrChfqj7qB4b9hkBq8jYP